# Feuer-Schüppling
Der Feuer-Schüppling (Pholiota flammans) ist eine Pilzart aus der Familie der Träuschlingsverwandten. Es handelt sich um einen Holzbewohner mit auffällig gefärbten Fruchtkörpern.

## Merkmale

### Makroskopische Merkmale
Der Hut ist anfangs halbkugelig geformt und geschlossen, später flach gewölbt und schließlich ausgebreitet und verflacht. Er erreicht einen Durchmesser von 2–6(–8) cm. Der Rand ist lange eingerollt und bei jungen Fruchtkörpern mit Velumfasern besetzt. Der Hut ist zitronengelb, später dottergelb bis orangegelb gefärbt. Die Oberfläche ist trocken. Sie ist mit abstehenden goldgelben Schuppen bedeckt, die im Alter jedoch auch anliegen können. Bei feuchter Witterung wird die Oberfläche etwas klebrig. Die Lamellen sind am Stiel angewachsen bis kurz herablaufend. Sie sind mit kürzeren Blättern untermischt und stehen gedrängt. Zunächst sind sie gelb getönt, im Alter färben sie sich durch die Sporen rostbraun. Die Lamellenschneiden sind glatt. Das Sporenpulver ist rostbräunlich gefärbt. Der Stiel ist zylindrisch und kräftig geformt. Er besitzt eine schwefelgelbe Farbe. Unterhalb des Rings ist er dicht mit abstehenden dunkelgelben Schüppchen besetzt; darüber ist er glatt. Der Ring ist schuppig ausgebildet und sitzt recht hoch am Stiel. Dieser wird zwischen drei und acht Zentimeter lang und 4–10 mm breit. Seine Konsistenz ist zunächst voll, später hohl. Das Fleisch ist gelb gefärbt. Im Schnitt verfärbt es sich langsam mehr oder weniger rotbräunlich. Im Alter ist es gelblich-rostfarben. Das Fleisch riecht leicht würzig. Der Geschmack ist bitter und zusammenziehend (adstringierend).

### Mikroskopische Merkmale
Die Sporen sind elliptisch geformt und messen 3–4,5 × 2–2,5 Mikrometer.

## Artabgrenzung
Der Feuer-Schüppling ist durch seine auffallenden, leuchtenden Farben und seine Schuppen, die heller gefärbt sind als der Hut, gekennzeichnet. Der Sparrige Schüppling (Pholiota squarosa) besitzt rostbraune Schuppen und wächst meist an Laubholz. Ähnlich ist auch der Rötende Schüppling (Pholiota tuberculosa). Sein Hut ist jedoch zunächst glatt und weist später angedrückte Schuppen auf. Ebenfalls leuchtende Farben besitzen beispielsweise der Goldfell- (Pholiota aurivella) und der Pinsel-Schüppling (Pholiota jahnii). Auch sie besitzen rotbraun oder dunkler gefärbte Schuppen und kommen hauptsächlich an Laubholz vor.

## Ökologie
Der Feuer-Schüppling ist vor allem in von Nadelholz dominierten Beständen wie Tannen-Buchen- und Tannenwäldern sowie in bodensauren Fichten-Tannen- und Fichtenwäldern zu finden. Die Fruchtkörper erscheinen vom Sommer bis in den Spätherbst einzeln bis gesellig an morschen Stümpfen und auf dem Boden liegenden Ästen, die sich in der Optimalphase der Vermorschung befinden. Als Substrat dient zumeist Fichtenholz, vereinzelt auch Kiefer und Tanne. In seltenen Einzelfällen wird auch Laubholz wie Rotbuche besiedelt.

## Verbreitung
Der Feuer-Schüppling ist in der Holarktis verbreitet, wo er in Nordamerika, Europa und Asien (Kleinasien, Sibirien, Japan) anzutreffen ist. In Europa reicht das Gebiet von Großbritannien, den Benelux-Ländern und Frankreich im Westen bis Estland und Belarus im Osten, sowie von Fennoskandinavien im Norden bis Spanien, Italien und Rumänien im Süden. In Deutschland ist die Art verbreitet, im Norddeutschen Tiefland jedoch zerstreut zu finden.

## Bedeutung
Der Feuer-Schüppling ist als Speisepilz nicht geeignet, da er wegen seines bitteren Geschmacks ungenießbar ist.